# Sojus TMA-15M
Sojus TMA-15M ist eine Missionsbezeichnung für den Flug des russischen Raumschiffs Sojus zur Internationalen Raumstation. Im Rahmen des ISS-Programms trägt der Flug die Bezeichnung ISS AF-41S. Es war der 41. Besuch eines Sojus-Raumschiffs an der ISS und der 147. Flug im Sojusprogramm.

## Besatzung

### Hauptbesatzung
- Anton Nikolajewitsch Schkaplerow (2. Raumflug), Kommandant (Russland/Roskosmos)
- Samantha Cristoforetti (1. Raumflug), Bordingenieurin (Italien/ESA)
- Terry Wayne Virts (2. Raumflug), Bordingenieur (USA/NASA)

### Ersatzmannschaft
- Oleg Dmitrijewitsch Kononenko (3. Raumflug), Kommandant (Russland/Roskosmos)
- Kimiya Yui (1. Raumflug), Bordingenieur (Japan/JAXA)
- Kjell Lindgren (1. Raumflug), Bordingenieur (USA/NASA)

## Missionsbeschreibung
Die Mission brachte drei Besatzungsmitglieder der ISS-Expeditionen 42 und 43 zur Internationalen Raumstation.
Sojus TMA-15M koppelte planmäßig im „Express-Modus“, d. h. nach vier Erdumläufen am russischen ISS-Modul Rasswet an.
Nach dem Fehlstart des Raumtransporters Progress M-27M wurde die Landung auf Anfang Juni verschoben, und später auf den 11. Juni konkretisiert.
Sojus TMA-15M koppelte am 11. Juni 2015 pünktlich um 10:20 UTC mit Schkaplerow, Cristoforetti und Virts an Bord ab. Damit begann auf der ISS die Expedition 44 mit Gennadi Padalka als Kommandant. Der 4 Minuten und 40 Sekunden andauernde Deorbit Burn begann um 12:51 UTC in 12 km Entfernung zur ISS und brachte die Landekapsel um 13:21 UTC in die dichteren Bereiche der Erdatmosphäre. Der Bremsschirm wurde in 10,8 Kilometern Höhe aktiviert, in etwa 7,5 Kilometern Höhe entfaltete sich der riesige weiß-orange gestreifte Hauptfallschirm. Die Landung erfolgte schließlich um 13:44 UTC 162 km südöstlich von Scheskasgan bei schönem Wetter mitten in der Steppe Kasachstans.

## Galerie

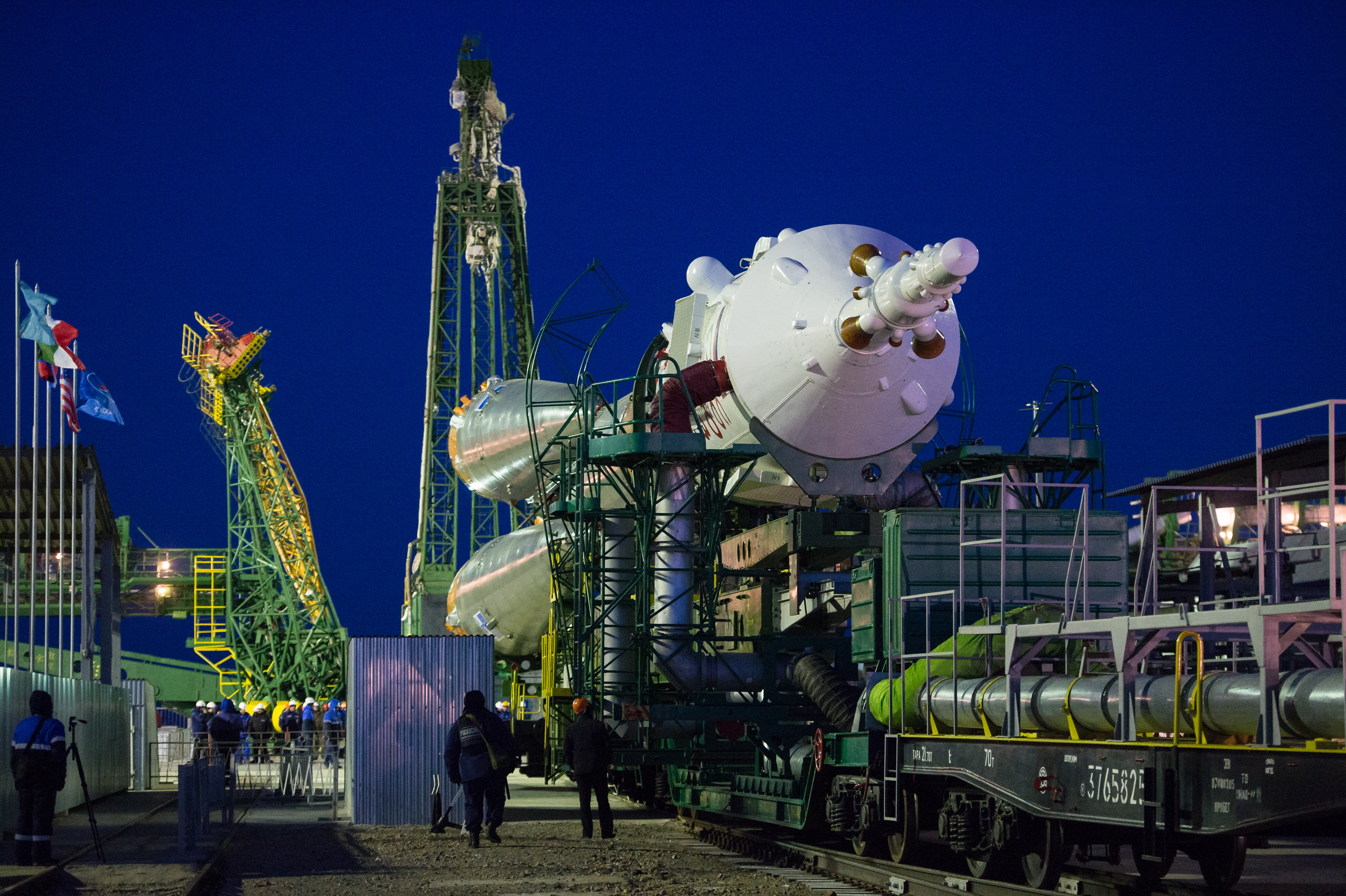
Der Rollout der Rakete am 21. November 2014
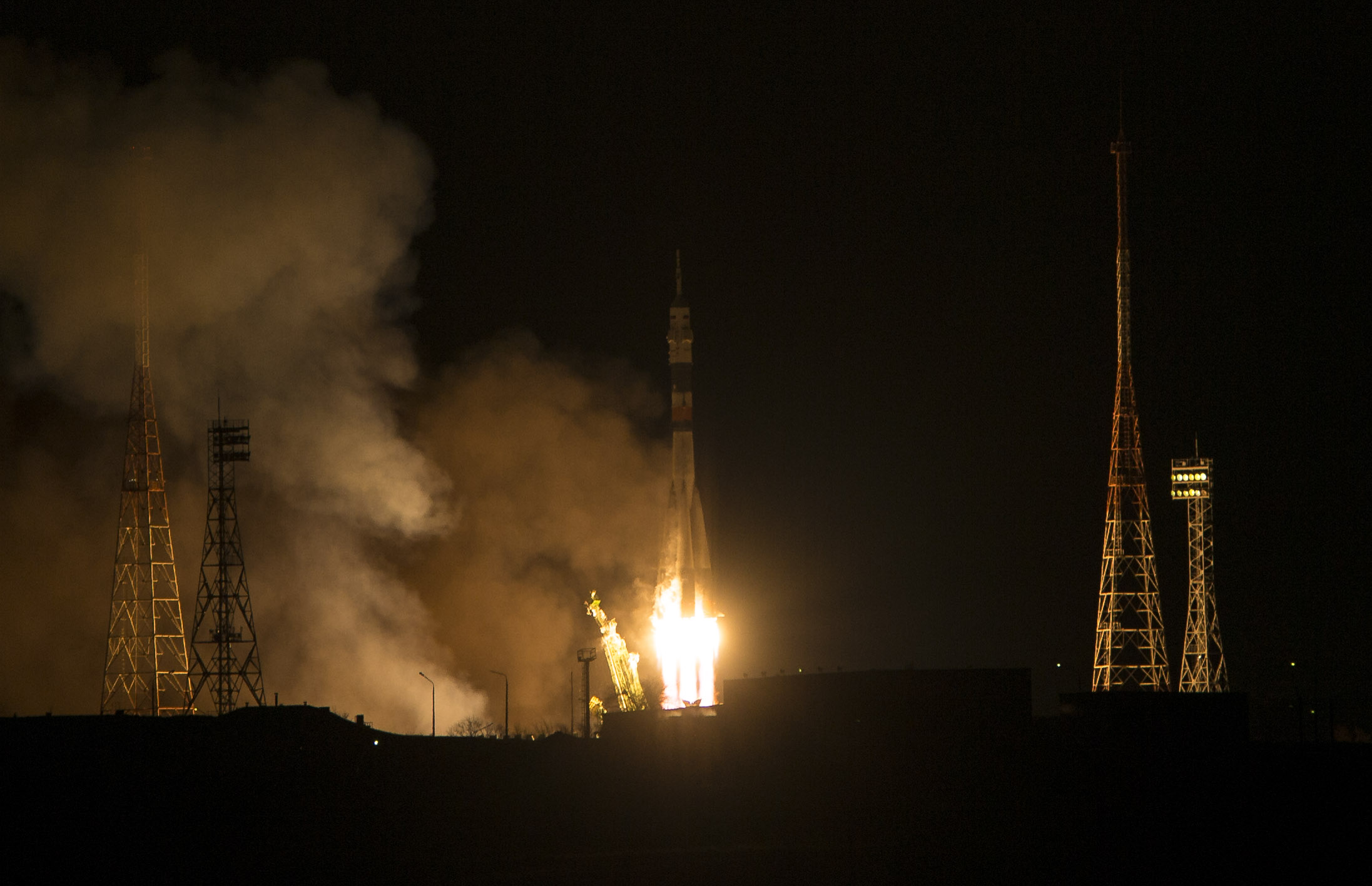
Der Start am 23. November
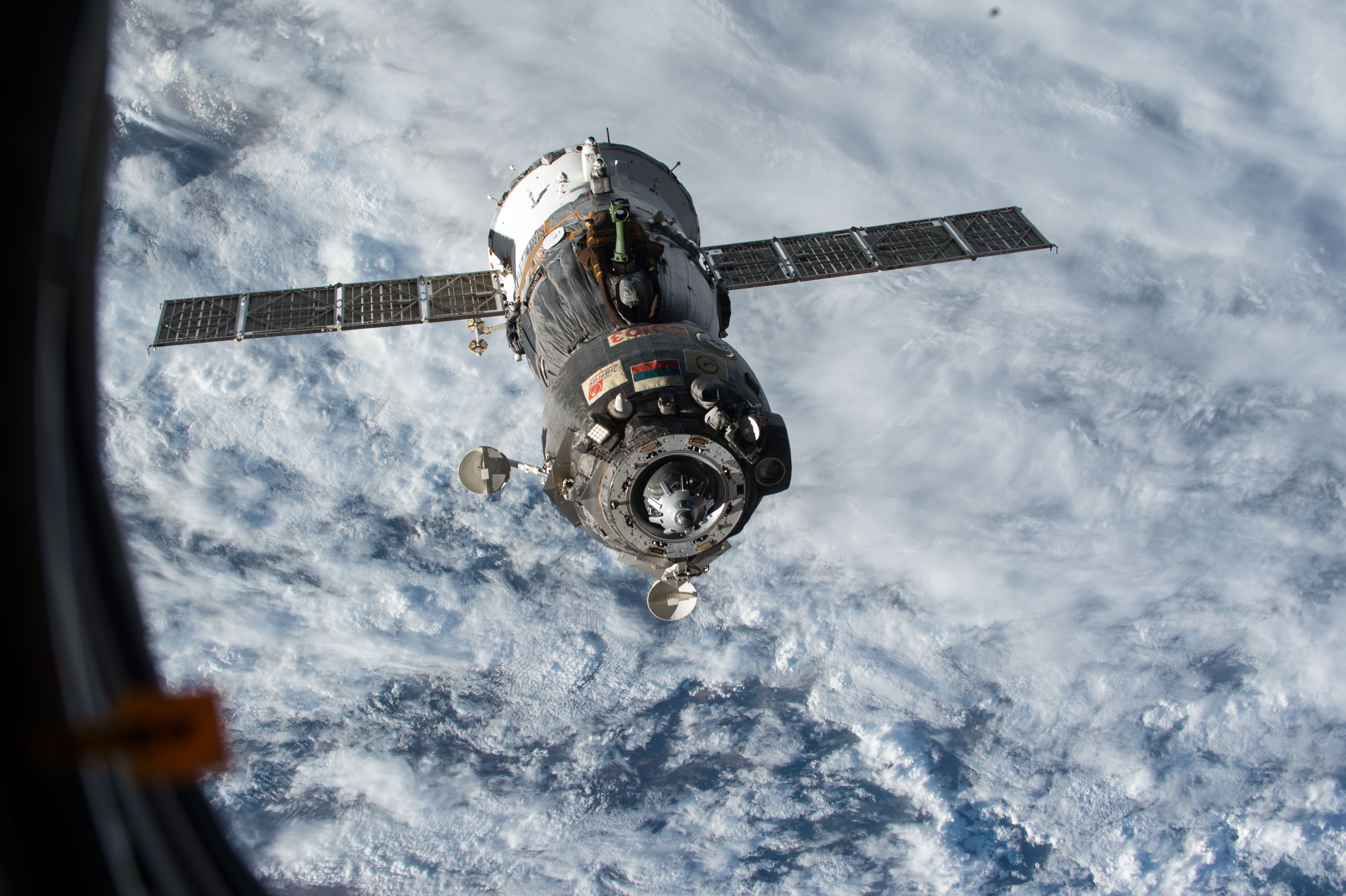
Nach dem Abdocken am 11. Juni 2015
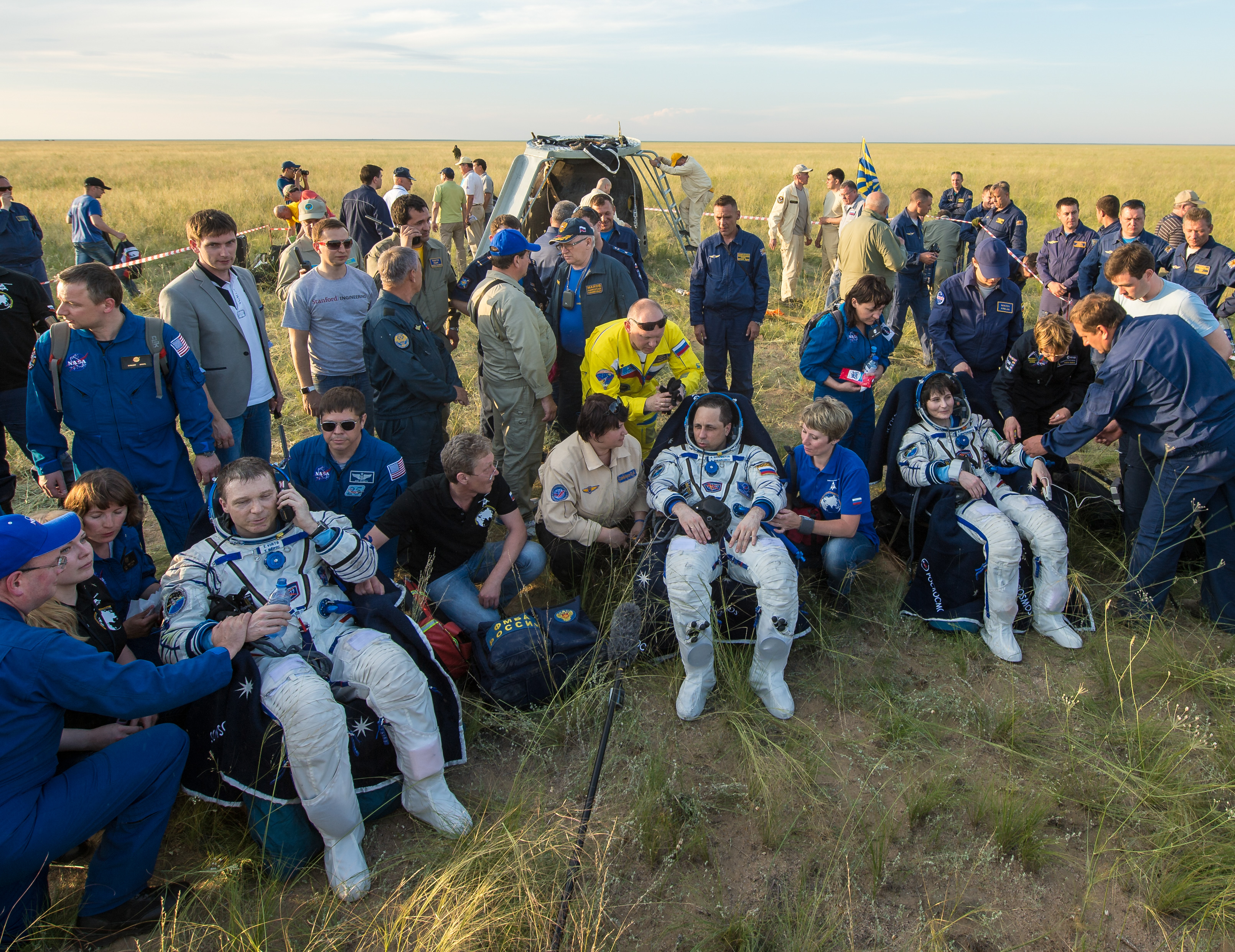
Die Crew mit den Helfern kurz nach der Landung